# Arena of Valor
Arena of Valor (Chinees: 傳說 對決; pinyin: Chuánshuō Duìjué), voorheen Realm of Valor en vervolgens Strike of Kings, is een internationale bewerking van Wangzhe Rongyao (Chinees: 王者 荣耀, variabel bekend in Engelse onofficiële vertalingen als Honor of Kings en King of Glory), een online strijdarena voor meerdere spelers ontwikkeld door TiMi Studios en uitgegeven door Tencent Games voor iOS, Android en de Nintendo Switch, voor markten buiten China. Vanaf september 2018 heeft het spel buiten China meer dan $ 140 miljoen opgebracht.

## Gameplay
Arena of Valor is een 3D, virtual camera system, multiplayer online battle arena (MOBA) stijlspel voor mobiel. De game heeft meerdere modi, waarvan de belangrijkste drie Grand Battle, Valley Skirmish en Abyssal Clash zijn. Spelers strijden in deze wedstrijden die gemiddeld ongeveer 12 - 18 minuten duren. Spelers willen torentjes op de kaart vernietigen om de kern te vernietigen.
Spelers besturen personages, ook wel helden genoemd, en elk van deze helden heeft een unieke reeks vaardigheden. Helden starten het spel op een laag niveau en kunnen op verschillende manieren een hoger niveau behalen. Ondode-spelerswezens zoals minions of monsters, versla andere spelers, vernietig structuren, passief door de tijd en door speciale items die via de winkel kunnen worden gekocht. Deze acties verhogen ook de XP van de speler, waardoor ze krachtiger worden. De gekochte items dragen geen wedstrijden over en daarom staan alle spelers aan het begin van de wedstrijd op gelijke voet.
Wedstrijden geven spelers beloningen, zoals goud, die vervolgens kunnen worden gebruikt om een verscheidenheid aan helden of arcana te kopen. Daarnaast kunnen spelers een wedstrijdtype 'Gerangschikt' spelen, waarmee ze kunnen proberen in rijen te stijgen om te matchen met spelers die op hun vaardigheidsniveau zijn. Sterren worden verdiend voor een overwinning en verloren wanneer de speler verliest.
Er zijn verschillende spelmodi, met 5v5, ook bekend als Grand Battle of als gerangschikt, de meest populaire. Hier kunnen spelers een rol kiezen om in te spelen, zoals scherpschutters, die veel schade aanrichten, maar weinig gezondheid hebben, of een tank, die veel gezondheid heeft. Het team coördineert vervolgens om de torens te vernietigen en uiteindelijk de vijandelijke basis te vernietigen. Spelers kunnen ervoor kiezen om in de 'jungle' te spelen, waardoor ze sneller een hoger niveau kunnen bereiken en een groot verschil kunnen maken voor het spel.
Bovendien is Valley Skirmish een 3v3-spelmodus, met een veel kleinere kaart. In deze versie van het spel is er slechts één toren. Deze spellen zijn ontworpen om veel sneller te zijn, voor de speler die geen tijd heeft voor een langer spel, en duren meestal 4 - 6 minuten. Abyssal Clash is een spelmodus waarin spelers willekeurig geselecteerde helden hebben en twee torens hebben die ze moeten vernietigen om de vijandelijke basis te bereiken. Arena of Valor heeft ook een death match-modus, maar deze is niet zo populair als de andere drie modus.

## Ontwikkeling en release
Arena of Valor (voorheen Strike of Kings) is een internationale aanpassing van Wangzhe Rongyao voor markten buiten het Chinese vasteland. In 2015 benaderde Tencent Riot Games en vroeg hen om hun populaire game League of Legends om te zetten in een mobiele titel. Riot weigerde echter en beweerde dat League of Legends- gameplay niet kon worden gerepliceerd op smartphones. Tencent ging vervolgens over tot het maken van hun eigen mobiele spel, Wangzhe Rongyao, ruwweg vertaald in het Engels als Honor of Kings. Arena of Valor is ontwikkeld door TiMi Studios en gepubliceerd door Tencent Games met dezelfde engine en hetzelfde ontwerp als Wangzhe Rongyao, maar de in-game personages zijn verwisseld van personages geïnspireerd door Chinese folklore en mythologie, naar personages geïnspireerd door Europese folklore en overgenomen uit het DC Universum.
Arena of Valor werd voor het eerst gelanceerd in Taiwan op 14 oktober 2016, na een gesloten bètatestperiode van twee weken. In oktober 2017 werd Arena of Valor gelanceerd in de Filipijnen, Singapore en Maleisië, waar de meerderheid van de gemeenschap mobiele games speelt. Garena besloot deze drie landen in één server te combineren. De game werd uitgebracht in sommige Europese app-stores in augustus 2017, en werd uitgebracht in Noord- en Zuid-Amerikaanse mobiele app-stores op 19 december 2017.
De game is aangekondigd voor de Nintendo Switch-console tijdens de Nintendo Direct-presentatie van september 2017. Een gesloten bèta werd beschikbaar voor het platform tussen juni en juli 2018, en deelnemers ontvingen een exclusieve in-game skin voor een van de personages. De game werd op 25 september 2018 gelanceerd.